# Barbara Rudnik

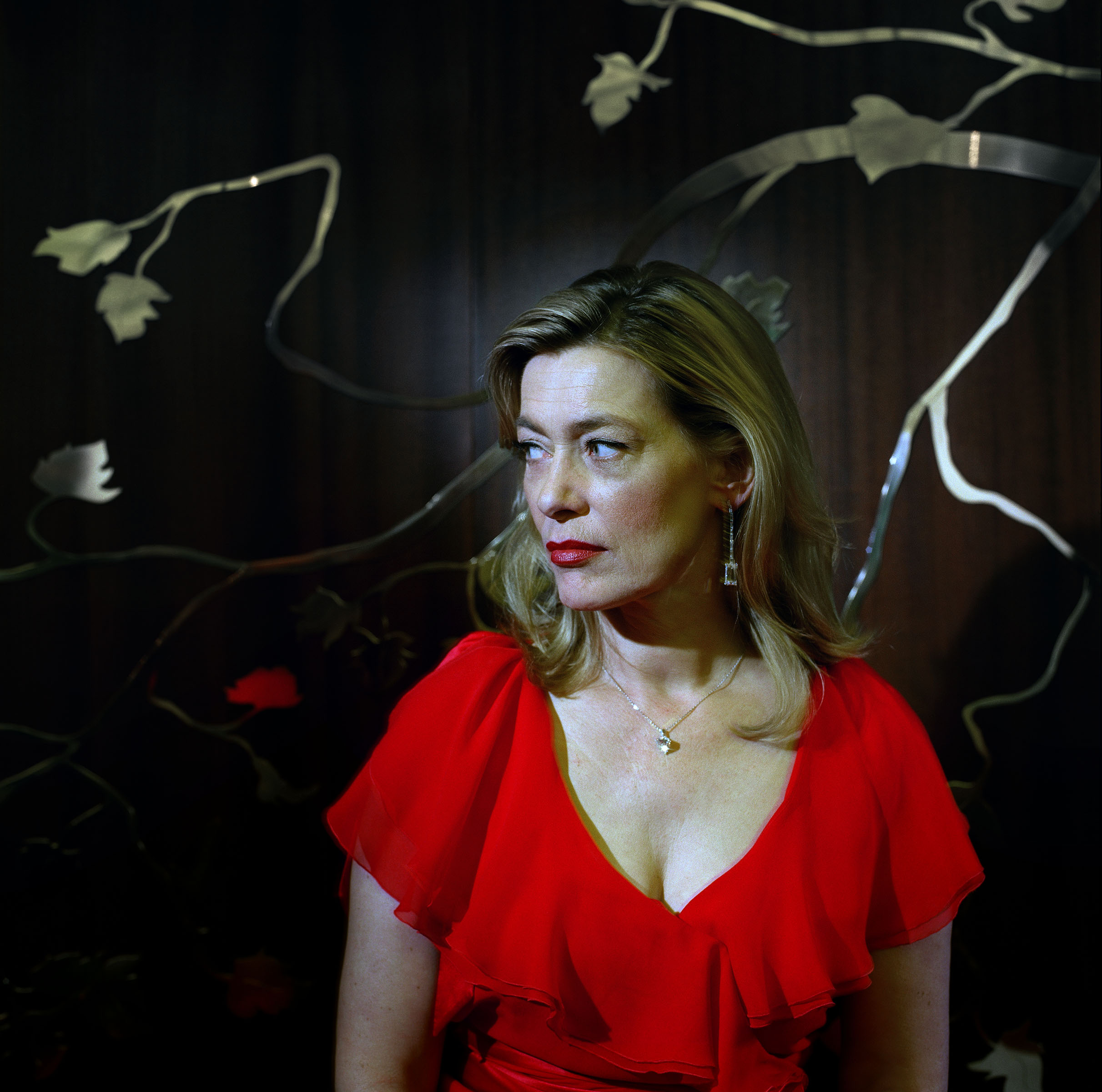
Barbara Rudnik fotografiert von Oliver Mark, München 2006

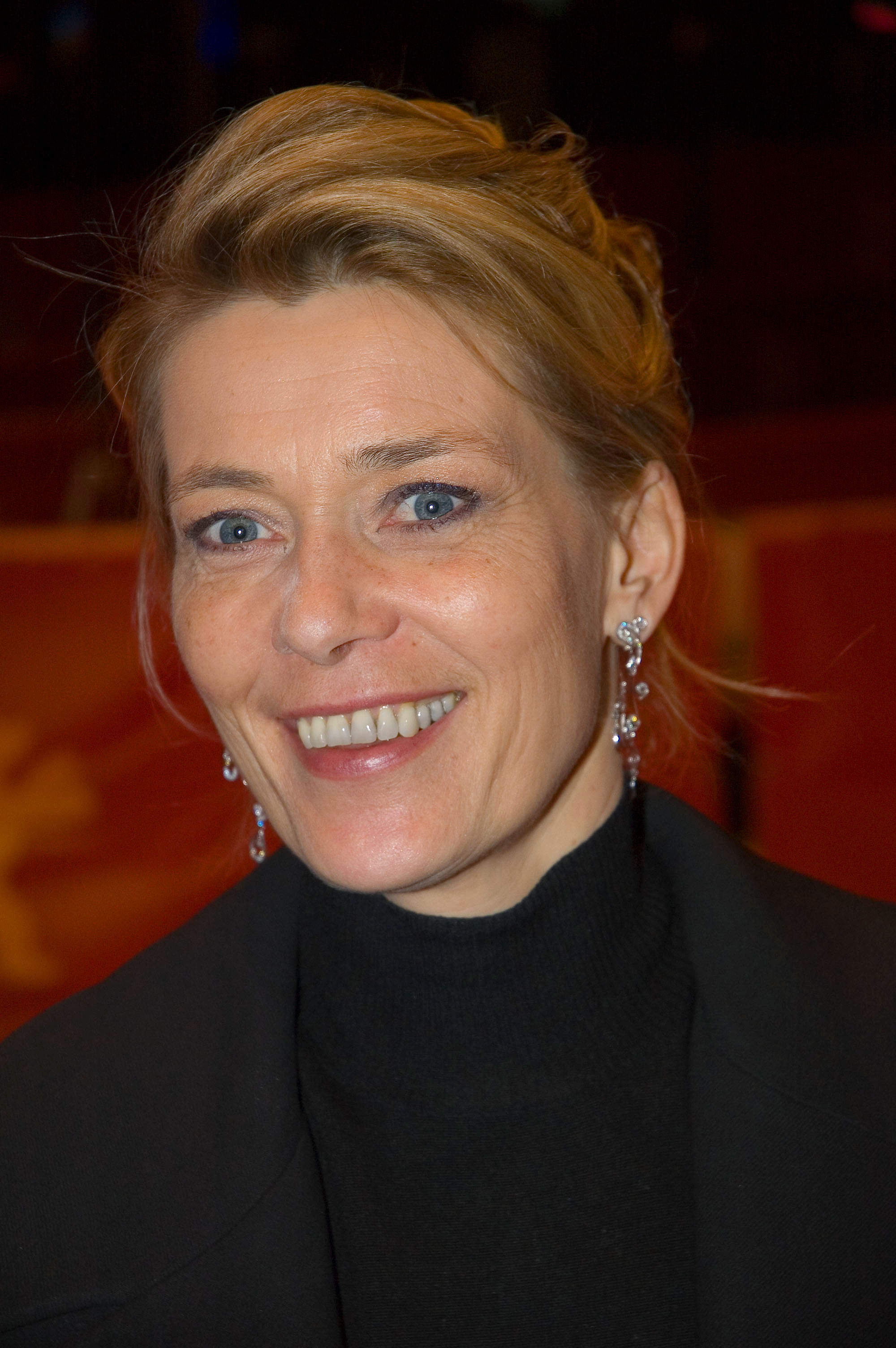
Barbara Rudnik, 2007

Barbara Rudnik (* 27. Juli 1958 in Wehbach; † 23. Mai 2009 in Wolfratshausen) war eine deutsche Schauspielerin.

## Leben
Barbara Rudnik wuchs als jüngste von drei Töchtern eines Drehers und einer Näherin ab 1968 in Kassel auf. Sie erwarb dort die Mittlere Reife an der Herderschule Kassel und kam über ihre Arbeit als Buchclub-Vertreterin 1976 nach München. Nachdem sie von Studenten der Hochschule für Fernsehen und Film München (HFF München) als Darstellerin entdeckt worden war, nahm sie 1978 am Zinner Studio Schauspielunterricht. 1979 und 1980 war sie an mehreren Produktionen der HFF München beteiligt. Unter anderem arbeitete sie dort mit Klaus Emmerich und Michael Bentele zusammen.
Privat hatte sie Beziehungen unter anderem mit Bernd Eichinger, von 1995 bis 2002 mit dem Schriftsteller Philipp Kreutzer und bis April 2005 mit dem Münchner Restaurantbetreiber und Sterne-Koch Karl Ederer.

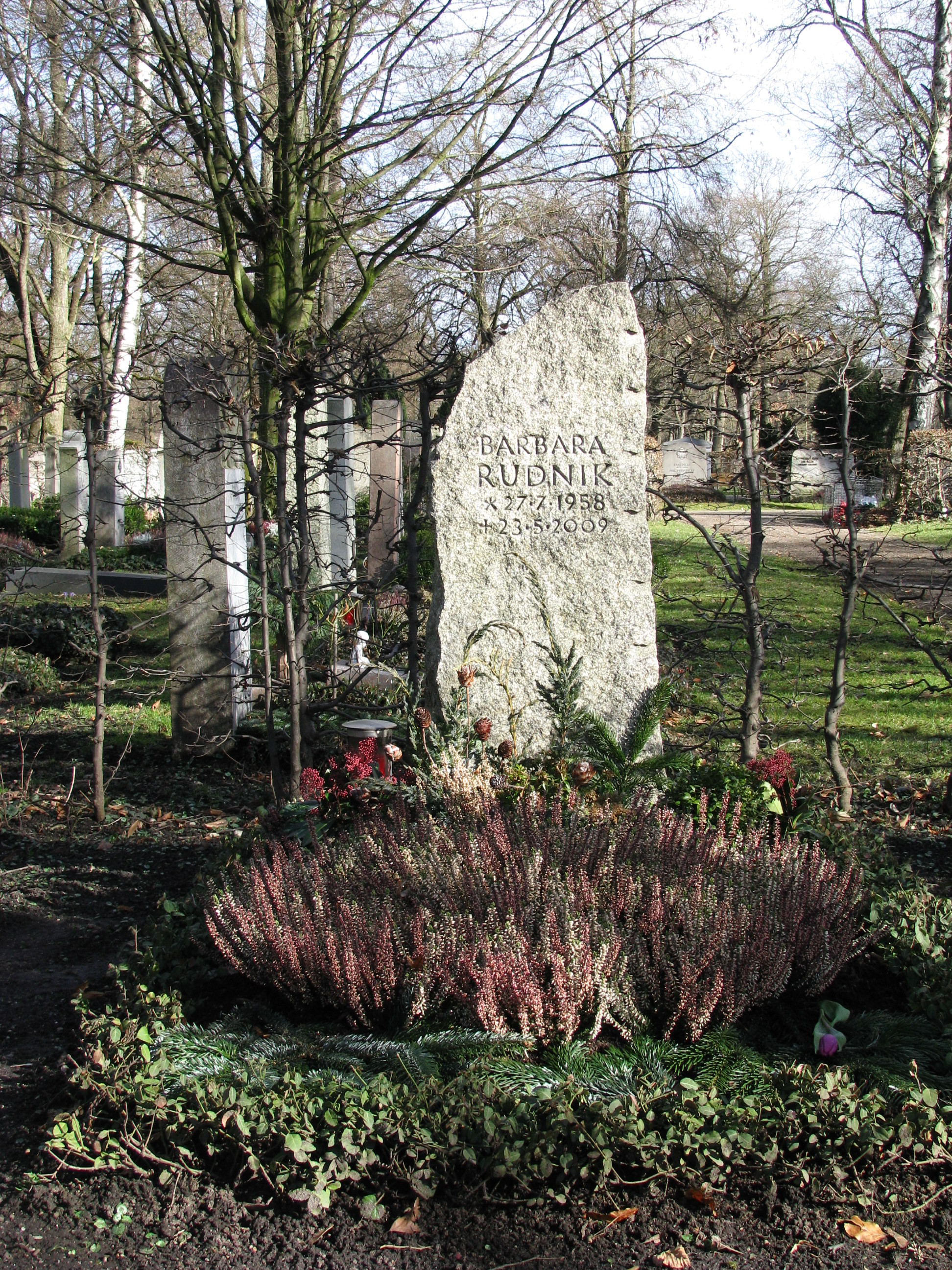
Grab von Barbara Rudnik

Medienberichte vom 26. April 2008, wonach bei Rudnik im Dezember 2005 Brustkrebs diagnostiziert worden war, wurden von ihrem Management bestätigt. Ab August 2008 trat sie wieder in die Öffentlichkeit. So besuchte sie die Premiere des Films Der Baader Meinhof Komplex in München und trat in der Sendung Johannes B. Kerner auf. Im Oktober 2008 nahm sie an einer Lesereise mit der Autorin Kerstin Cantz teil.
Barbara Rudnik erlag ihrem Krebsleiden am 23. Mai 2009. Ihre Grabstätte befindet sich auf dem Münchner Nordfriedhof.

## Beruf
Ihre erste größere Filmrolle spielte Rudnik in Beate Klöckners 1981 gedrehtem Debütfilm Kopfschuß, der 1982 bei den Filmfestspielen von Cannes vorgestellt wurde. Sie verkörperte darin eine Kinokartenverkäuferin, die sich nach Dienstschluss ins Getriebe der nächtlichen Großstadt stürzt, wo Szenen und Spielräume aus Kinostücken ihr Denken zu dominieren beginnen und Visionen ihr in Wahrheit tristes Dasein beleben. Ebenfalls 1981 drehte sie in Jochen Richters Am Ufer der Dämmerung. Parallel zur Filmarbeit war sie in der Münchner Off-Theaterszene engagiert und gastierte bei der Müller Truppe in Shakespeares Antonius und Kleopatra und als Marie in Büchners Woyzeck. Rudniks weitere Filmarbeit blieb eng mit Regisseuren wie Jochen Richter, Beate Klöckner, Dominik Graf (Treffer) und Hans-Christoph Blumenberg verbunden.
Eine weitere Hauptrolle bekam die viel gelobte und als neue Lauren Bacall gefeierte Rudnik in Capriccio Infernale, einem Film von Fernsehregisseurin Wilma Kottusch, den Südwest3 1983 ausstrahlte. Hans Christoph Blumenberg holte Rudnik dann 1984 für seinen ersten Spielfilm Tausend Augen vor die Kamera. In diesem erotischen Thriller spielte sie die Studentin Gabriele, die sich als Peepshow-Attraktion das Geld für einen Australienflug verdienen will. Rudniks Partner in diesem Film waren Armin Mueller-Stahl, Gudrun Landgrebe und Peter Kraus. Danach blieb Rudnik eine bei Film und Fernsehen gefragte Darstellerin. Sie spielte in über 45 deutschen und internationalen Produktionen Hauptrollen.
So auch in Niki Lists 1985 gedrehtem Film Müllers Büro und in Ulf Miehes Der Unsichtbare sowie in den ZDF-Produktionen Für immer jung (Vivian Naefe) und Liebes Leben (Hartmut Griesmayr). Douce France und La presqu'île mit Gérard Blain hießen ihre ersten Produktionen für das französische Kino. 1992 stand sie für die französischen Fernsehproduktionen Evasion und Chute Libre vor der Kamera und im ZDF war sie als ostdeutsche Lehrerin Inge Scholl in Michael Lähns Krimidrama Rotlicht sowie als Headhunterin Laure Petersen in Die schöne Feindin zu sehen.
1994 spielte Rudnik in der ZDF-Serie Die Stadtindianer und 1995 unter anderem in Blumenbergs Tatort-Episode Eine todsichere Falle. Einen Karriereschub brachten die Rollen der Sabine Amman 1995 neben Götz George in Der Sandmann, 1997 die der Mutter Elisabeth unter der Regie von Nico Hofmann in der von Bernd Eichinger produzierten Fernseh-Neuverfilmung des Klassikers Es geschah am hellichten Tag und 1998 die Rolle der Johanna Steinmann, wiederum an der Seite von Götz George, in Solo für Klarinette, erneut unter der Regie von Nico Hofman.
Beachtung fanden ihre Rollen in Dennis Satins In alter Freundschaft und in Michael Steinkes Das Bombenspiel aus der ZDF-Reihe Ein starkes Team. Ein creature movie drehte sie dann für RTL mit der Produktion Das Biest im Bodensee, bei der erstmals die Titelrolle komplett im Computer erschaffen wurde. Als Gerichtsmedizinerin agierte sie neben Michael Mendl als Kommissar Harry Voss in Bodo Fürneisens Fernsehthriller Gefährliche Wahrheit (1999) um einen Pharmaskandal.
Sie stand zudem als Rut Brandt vor der Kamera in dem ARD-Mehrteiler Im Schatten der Macht (2003; Buch und Regie: Oliver Storz) über die letzten zwölf Tage vor dem Rücktritt von Bundeskanzler Willy Brandt, drehte mit Otto Sander in Kassel den Thriller Tödliches Vertrauen (2002), übernahm ab Februar 2002 die Rolle der Kommissarin Simone Dreyer in der ARD-Krimiserie Polizeiruf 110 (Grauzone, Abseitsfalle) und kam als Sonderschullehrerin in Ghettokids ins ARD-Programm. Von ihrer eindringlichen Präsenz lebte nach Kritikermeinung auch Martin Eiglers überzeugender Pilotfilm Tod im Park zur Krimiserie Solo für Schwarz, in dem sie sich als Kriminalpsychologin Hannah Schwarz auf die Suche nach ihrem ihr nahezu unbekannt gebliebenen Vater machte.
Til Schweiger widmete ihr seinen Film Zweiohrküken, in dessen Vorläufer Keinohrhasen sie eine Nebenrolle gespielt hatte.
Immer wieder spielte sie zwischendurch auch Theater, weil sie dort nach eigenem Bekunden die „besondere Atmosphäre“ schätzte. Barbara Rudnik gehörte zu den Initiatoren des im April 2006 gegründeten Bundesverbandes der Film- und Fernsehschauspieler.

## Filmografie (Auswahl)
- 1981: Kopfschuß
- 1983: Ein Fall für zwei (Fernsehserie, Folge 14: Zwielicht)
- 1982: Capriccio Infernale (Fernsehfilm)
- 1983: Am Ufer der Dämmerung
- 1984: Treffer (Fernsehfilm)
- 1984: Gesichter des Schattens (Fernsehfilm)
- 1984: Tausend Augen
- 1984: Kerbels Flucht (Fernsehfilm)
- 1984: Fanny Morgane oder Irgendwie muß das Glück ja heißen (Fernsehfilm)
- 1985: Der Alte (Fernsehserie, Staffel 9, Folge 1: Eine Tote auf Safari; als Birgit Hornung)
- 1986: Irgendwie und Sowieso (Fernsehserie, 3 Folgen)
- 1986: La presqu’île
- 1986: Kein Alibi für eine Leiche (Fernsehfilm)
- 1986: Douce France
- 1986: Müllers Büro
- 1986/1988: Der Fahnder (Fernsehserie, 3 Folgen)
- 1987: Dann ist nichts mehr wie vorher
- 1987: Der Unsichtbare
- 1988: Ein Fall für Zwei (Fernsehserie, Folge 61: Die Akte Kramm)
- 1989: Meister Eder und sein Pumuckl (Fernsehserie, Folge Ein Knüller für die Zeitung)
- 1988: Camillo Castiglioni oder die Moral der Haifische (Fernsehfilm)
- 1989: Peter Strohm (Fernsehserie, Folge: Die Mondscheinmänner)
- 1990: SOKO 5113 (Fernsehserie, Folge: Einen Zug voraus)
- 1991: Für immer jung (Fernsehfilm)
- 1991: Ins Blaue (Fernsehfilm)
- 1992: Rotlicht (Fernsehfilm)
- 1992: Gardemariny III (Drei Degen für die Zarin)
- 1993: Happy Holiday (Fernsehserie, 1 Folge)
- 1993: Auf Achse (Fernsehserie, Folge: Spielerinnen)
- 1993: Glückliche Reise – Grönland (Fernsehserie)
- 1993: SOKO 5113 (Fernsehserie, Folge: Falsches Spiel)
- 1994: Die Stadtindianer (Fernsehserie, 11 Folgen)
- 1994: Faust (Fernsehserie, Folge: Ciao Bruno)
- 1995: Der Sandmann (Fernsehfilm)
- 1995: Tatort: Eine todsichere Falle
- 1995: Der Räuber mit der sanften Hand (Fernsehserie, 3 Folgen)
- 1996: Der Parkhausmörder (Fernsehfilm)
- 1996: Männer sind was Wunderbares (Fernsehserie, 2 Folgen)
- 1996: Crash Kids (Fernsehfilm)
- 1997: Es geschah am hellichten Tag (Fernsehfilm)
- 1997: Tatort: Gefährliche Übertragung
- 1997: Tatort: Liebe, Sex, Tod
- 1997: Der Schutzengel (Fernsehfilm)
- 1998: Ferkel Fritz (Fernsehfilm)
- 1998: Der Campus
- 1998: Wilsberg – In alter Freundschaft (Fernsehserie)
- 1998: Das Biest vom Bodensee (Fernsehfilm)
- 1998: Im Atem der Berge (Fernsehfilm)
- 1998: Solo für Klarinette
- 1998: Gefährliche Wahrheit (Fernsehfilm)
- 1999: Sturmzeit (Fernsehfünfteiler, Folge III)
- 1999: Doppeltes Dreieck (Fernsehfilm)
- 2000: Komm, süßer Tod
- 2000: Mein Leben gehört mir (Fernsehfilm)
- 2000: Nicht heulen, Husky (Fernsehfilm)
- 2001: Küss mich, Tiger! (Fernsehfilm)
- 2001: Das Geheimnis – Auf der Spur des Mörders (Fernsehfilm)
- 2001: Tatort: Und dahinter liegt New York
- 2002: Verdammte Gefühle (Fernsehfilm)
- 2002: Ghettokids – Brüder ohne Heimat (Fernsehfilm)
- 2002: Tödliches Vertrauen (Fernsehfilm)
- 2002: Liebling, bring die Hühner ins Bett (Fernsehfilm)
- 2002: Polizeiruf 110 – Grauzone
- 2003: Im Schatten der Macht (Fernsehfilm)
- 2003: Solo für Schwarz – Tod im Park (Fernsehfilm)
- 2003: Polizeiruf 110 – Abseitsfalle
- 2004: Sehnsucht nach Liebe (Fernsehfilm)
- 2004: Der Bulle von Tölz: Der Tölzi (Fernsehserie, 1 Folge)
- 2004: Tatort: Odins Rache
- 2004: Zwei Wochen für uns (Fernsehfilm)
- 2005: Die Mandantin (Fernsehfilm)
- 2005: Solo für Schwarz – Tod im See (Fernsehfilm)
- 2005: Oktoberfest
- 2005: Die Leibwächterin (Fernsehfilm)
- 2006: Drei Schwestern made in Germany (Fernsehfilm)
- 2006: Solo für Schwarz – Der Tod kommt zurück (Fernsehfilm)
- 2006–2009: Commissario Laurenti (Fernsehserie, 5 Folgen)
  - 2006: Die Toten vom Karst
  - 2006: Gib jedem seinen eigenen Tod
  - 2007: Tod auf der Warteliste
  - 2008: Der Tod wirft lange Schatten
  - 2009: Totentanz
- 2007: Der fremde Gast (Fernsehfilm)
- 2007: Solo für Schwarz – Tödliche Blicke (Fernsehfilm)
- 2007: Der geheimnisvolle Schwiegersohn (Fernsehfilm)
- 2007: Keinohrhasen
- 2009: Der Stinkstiefel (Fernsehfilm)
- 2009: Mörder auf Amrum (Fernsehfilm)
- 2010: Lüg weiter, Liebling (Fernsehfilm)

## Hörspiele und Hörbücher
- 1985: Der Hausmann von Renke Korn
- 2003: Maud Tabachnik: Bellende Hunde beißen – Regie: Martin Zylka (Hörspiel – WDR)
- 2004: Die Päpstin von Donna Woolfolk Cross, Der Audio Verlag (DAV), Berlin 2004, ISBN 978-3-89813-299-2 (Lesung, gekürzt, 4 CDs, 308 Min.)
- 2006: Menschen im Hotel von Vicki Baum
- 2007: Letzte Reise von Anna Enquist

## Auszeichnungen
- 1996: Adolf-Grimme-Preis für Der Sandmann
- 2002: Nominierung Goldene Kamera für Tödliches Vertrauen
- 2006: Goldene Kamera als Beste deutsche Schauspielerin